# Felicjan Loth

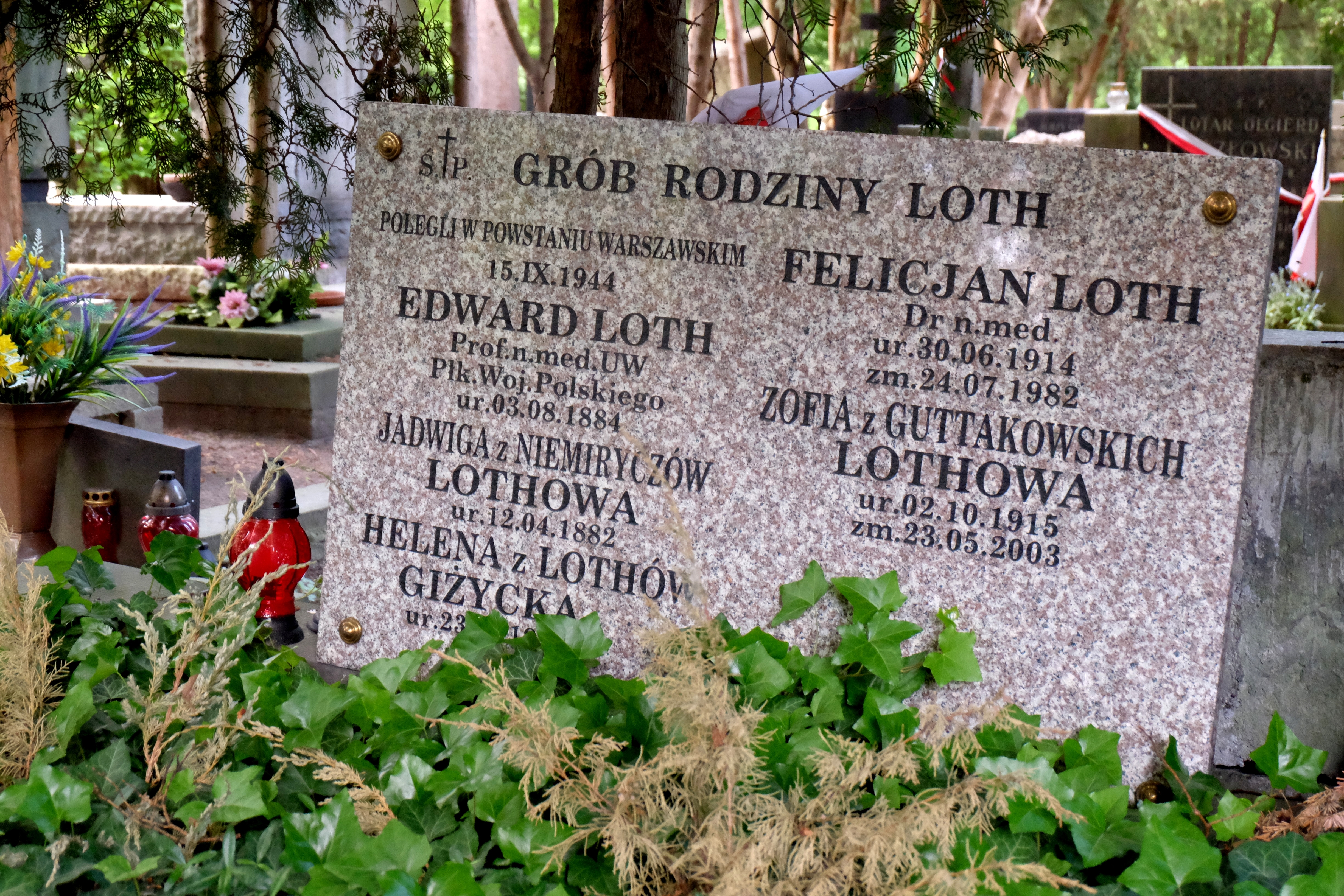
Grób Felicjana Lotha na cmentarzu Wojskowym na Powązkach w Warszawie

Felicjan Loth, ps. „Felek” (ur. 30 czerwca 1914 we Lwowie, zm. 24 lipca 1982 w Warszawie) – polski chirurg, narodowiec, żołnierz Związku Jaszczurczego.

## Życiorys

### Młodość
Urodził się w rodzinie lekarzy Edwarda i Jadwigi z Niemiryczów (ur. 1882). Rodzice oraz jego siostra Helena Giżycka (ur. 1916) polegli 15 września 1944 podczas bombardowania w powstaniu warszawskim. Działał w harcerstwie. Był też członkiem Obozu Narodowo-Radykalnego. Uczęszczał do Gimnazjum im. Stanisława Staszica w Warszawie, lecz egzamin maturalny złożył w innej szkole. Podjął studia na Wydziale Matematyczno-Przyrodniczym Uniwersytetu Warszawskiego, jednak już od 1934 studiował medycynę na Wydziale Lekarskim UW (dyplom otrzymał w marcu 1940 roku). Był tam prezesem Koła Medyków.

### II wojna światowa
W czasie wojny należał do Związku Jaszczurczego. Pracował w szpitalu PCK przy ul. Smolnej 6, gdzie odbywały się tajne zajęcia w zakresie studiów medycznych. 20 lutego 1941 został aresztowany przez gestapo za działalność w Kole Medyków. Trafił na Pawiak, gdzie przeszedł brutalne śledztwo. Dzięki pomocy dra Zygmunta Śliwickiego (internista w szpitalu więziennym) otrzymał pracę w tym szpitalu (jako chirurg). Tutaj zaangażował się w działalność konspiracyjną. Mimo wszelkich zakazów niesiono pomoc potrzebującym, w tym także Żydom. Zwolniony 31 lipca 1944, gdy likwidowano Pawiak (150 mężczyzn i 50 kobiet, w tym lekarze).
W czasie powstania warszawskiego był lekarzem chirurgiem w szpitalu polowym przy ul. Mokotowskiej 55. Po upadku powstania i ewakuacji z personelem Szpitala Wolskiego przebywał na Pomorzu, zagrożony aresztowaniem NKWD.

### Po wojnie
Od 1945 do 1950 pracował w Szpitalu Wolskim. Był także wykładowcą anatomii w Akademii Sztuk Pięknych. Od 1950 do 1953 był asystentem w klinice ortopedycznej Akademii Medycznej. Następnie pracował do 1956 w sanatorium w Otwocku.
Był organizatorem Wojewódzkiego Szpitala Chirurgii Urazowej  Dziecięcej „Omega” w Al. Jerozolimskich 57. Placówką tą kierował do końca życia.
W 1961 był pierwszym chirurgiem w Polsce, który dokonał wycięcia stawu kolanowego u chorego z hemofilią, mając jedynie świeże mrożone osocze, jako substytut czynnika VIII.
Zmarł w Warszawie, pochowany na cmentarzu Wojskowym na Powązkach (kwatera A27-12-24/25).

## Życie prywatne
W grudniu 1939 ożenił się z Zofią Guttakowską (1915−2003). Był kuzynem artysty malarza Romana Gineyki, spowinowaconym z nim − poprzez swoją żonę, która była siostrzenicą tego artysty (córką Ireny z Gineyków Guttakowskiej).  

## Odznaczenia
- Warszawski Krzyż Powstańczy[11]

## Publikacje
- Byłem lekarzem na Pawiaku, [w:] Pamiętniki lekarzy, „Czytelnik”, Warszawa 1964.